# Mestia
Mestia (georgiska: მესტია), tidigare kallad Seti (სეტი), är en daba (stadsliknande ort) i Svanetien i Georgien med 1 973 invånare (2014).
Mestia är den traditionella huvudorten i Svanetien, men ligger administrativt i regionen Megrelien-Övre Svanetien där Zugdidi är administrativ huvudort. Mestia har sedan 2005 reguljär helikopterförbindelse med Tbilisi. Unika kristna ikoner och texter finns bevarade i det historiska och etnografiska museet. Mestia utgör utgångspunkt för de sparsamt uppdykande turisterna i området. Bebyggelsen domineras av de uråldriga svanetiska tornen, kallade Usjguli.
Mestia är administrativt centrum för distriktet Mestia.

## Vintersportort

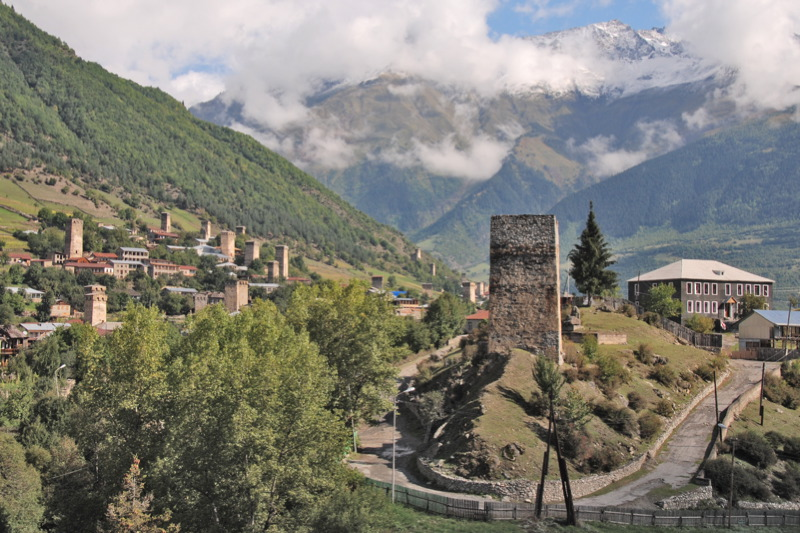
Vy över Mestia

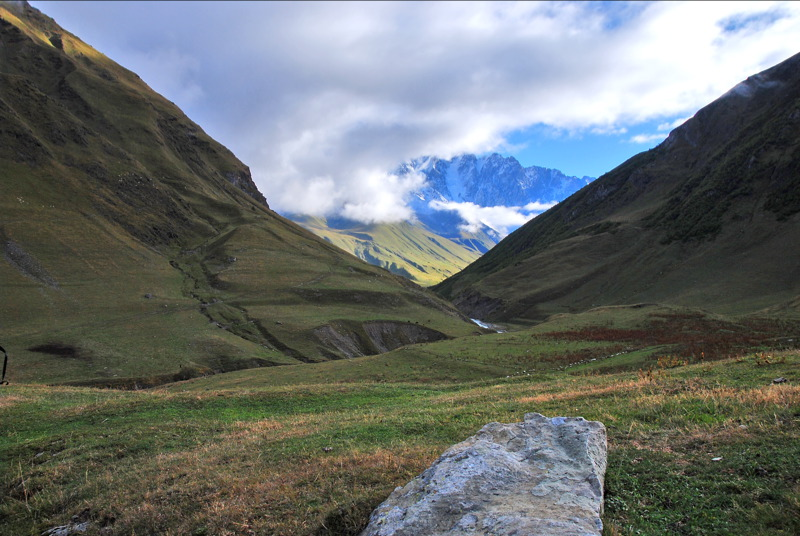
Vy över området kring Mestia

På senare tid har Mestia alltmer utvecklats till en semesterort. Man har bland annat byggt nya liftar och hotell i regionen för att kunna skapa en modern skidort. I december 2010 öppnade president Micheil Saakasjvili ortens nya flygplats, Drottning Tamars flygplats, genom att vara med på det första planet som landade på flygplatsen. Från flygplatsen kommer flighter att gå till huvudstaden Tbilisi dagligen. Planen är att regionen skall kunna ta emot 500 000 besökare per år.